# Théodore Gardelle
Pour les articles homonymes, voir Gardelle.
Théodore Gardelle, né le 30 novembre 1722 à Genève et mort le 4 avril 1761 à Londres, est un peintre, portraitiste et émailleur genevois du XVIIIe siècle.

## Biographie
Né à Genève dans une famille de la bourgeoisie d'orfèvres , bijoutiers, miniaturistes et émailleurs. Son père  est peintre et il apprend l’art du portrait miniature. En 1744,  il se rend à Paris  où il se perfectionne. Il y rencontre  Jean-Baptiste Perronneau qui lui  confie la réalisation miniature de portraits qu’il réalise . Il y  travaille  jusqu’en 1750 date à laquelle il retourne à Genève. En 1752 il tombe amoureux d'une demoiselle Nouel mais c'est plus tard à Paris qu'il aurait épousé une dénommée Dupin dont il aurait eu deux enfants. Vers 1754/1755 il réalise un portrait de Voltaire qu'il reproduira en émail sur une boîte à priser aujourd'hui au British Museum
En 1756, il se trouve à nouveau à Paris puis probablement après  un séjour en Hollande se rend à Londres en 1760 avec Jean-Baptiste Perronneau qui  lui confie toujours la réalisation miniature de ses portrait . Il fut exécuté à Haymarket pour avoir le 19 février 1761 assassiné, découpé en morceaux et brulé les restes de sa logeuse Anne King, ce qui empuantit Leicester Square. Arrêté le 27 février, Gardelle tenta de se suicider après sa confession en avalant du laudanum. Il fut emprisonné à la prison de Newgate le 2 mars. Le procès eut lieu à Old Bailey le 1er avril. Perronneau témoigna à deux reprises le 10 mars à Hick's Hill puis lors du procès. Il fut condamné à la pendaison.  William Hogarth réalisa son portrait en quelques traits juste avant son exécution. Son cadavre fut suspendu par des chaines à Hounslow Heath,.
Dans un récit publié après sa mort, selon un voyageur arrivant de Hollande, il aurait vécu à La Haye avec une Allemande nommée Verbest qui aurait disparu dans des conditions mystérieuses.